# Adnan
Adnan (arabisch عدنان, DMG ʿAdnān) ist ein männlicher Vorname.

## Herkunft und Bedeutung
Adnan ist ein alter arabischer Name, der u. a. auch in der Türkei, in Bosnien und Herzegowina und im albanischsprachigen Raum (Albanien, Kosovo) vorkommt, und bereits vor dem Islam in Gebrauch war. Adnan soll laut islamischer Lehre ein Sohn Ismaels und somit einer der Enkel Abrahams gewesen sein. Laut Judentum und Christentum hatte Ismael keinen Sohn mit Namen Adnan.
Der Name Adnan bedeutet „Siedler“ oder „Paradies“.

## Namensträger

### Vorname
- Adnan Adıvar (1882–1955), türkischer Politiker, Schriftsteller, Historiker und Mediziner
- Adnan Ahmed (* 1984), englisch-pakistanischer Fußballspieler
- Adnan Muhammad al-Arur (* 1948), syrischer sunnitischer Religionsgelehrter
- Adnan Aydın (* 1956), türkischer Fußballspieler
- Adnan Badran (* 1935), Politiker und Ministerpräsident von Jordanien
- Adnan al-Bursh (1974–2024), palästinensischer Orthopäde
- Adnan Ćatić (* 1979), deutscher Profiboxer
- Adnan Çolak (* 1967), türkischer Serienmörder
- Adnan Čustović (* 1978), bosnisch-herzegowinischer Fußballspieler
- Adnan Durić-Steinmann (* 1977), deutscher Musiker und Musikproduzent
- Adnan Erkan (* 1968), türkischer Fußballtorhüter
- Adnan Esen (* 1961), türkischer Fußballspieler und -trainer
- Adnan Gabeljić (* 1992), bosnisch-herzegowinisch-US-amerikanischer Fußballspieler
- Adnan Güngör (* 1980), türkischer Fußballspieler
- Adnan Gušo (* 1975), bosnischer Fußballspieler
- Adnan Bin Haji Mohd Jafar, bruneiischer Diplomat
- Adnan İlgin (* 1973), türkischer Fußballspieler
- Adnan Januzaj (* 1995), belgischer Fußballspieler
- Adnan Kahveci (1949–1993), türkischer Politiker
- Adnan Kashoggi (1935–2017), saudi-arabischer Unternehmer und Waffenhändler
- Adnan Kassar (1930–2025), libanesischer Bankier, Geschäftsmann und Politiker
- Adnan Kevrić (* 1970), deutsch-bosnischer Fußballspieler
- Adnan G. Köse (* 1966), deutscher Regisseur und Autor
- Adnan Maral (* 1968), deutsch-türkischer Schauspieler
- Adnan Masić (* 1975), bosnisch-herzegowinisch-deutscher Fußballspieler
- Adnan Menderes (1899–1961), türkischer Politiker
- Adnan Mravac (* 1982), österreichischer Fußballspieler
- Adnan Oktar (* 1956), türkischer Sektenführer
- Adnan Patschatschi (1923–2019), irakischer Politiker
- Adnan Qatipi (1925–2010), albanischer Partisan
- Adnan Saygun (1907–1991), türkischer Musiker und Komponist
- Adnan Şenses (1935–2013), türkischer Sänger und Schauspieler
- Adnān Chairallāh Talfāh (1941–1989), irakischer Verteidigungsminister und Schwager Saddam Husseins
- Adnan at-Talyani (* 1964), Fußballspieler aus den Vereinigten Arabischen Emiraten
- Adnan Tanrıverdi (1944–2024), türkischer General, Unternehmer und politischer Berater
- Adnan Terzić (* 1960), Politiker und Ministerpräsident von Bosnien und Herzegowina
- Adnan Yücel (1953–2002), türkischer Poet
- Adnan Zahirović (* 1990), bosnisch-herzegowinischer Fußballspieler

### Familienname
- Ali Adnan (* 1993), irakischer Fußballspieler
- Etel Adnan (1925–2021), libanesische Malerin und Schriftstellerin
- Idraki Adnan (* 1999), singapurischer Fußballspieler
- Khadour Adnan (* 1971), syrischer Boxer
- Mohammad Adnan (* 1996), pakistanischer Fußballspieler
- Mohd Nafiizwan Adnan (* 1986), malaysischer Squashspieler
- Yassin Adnan (* 1970), marokkanischer Journalist und Autor